# 廢妃李氏 (李資謙三女)
廢妃李氏（폐비이씨，？—1139年），是朝鮮國公李資謙第三女，高麗仁宗王妃。
李資謙恐他姓爲妃，權寵被他人所分。强請仁宗納其女。仁宗不得已，1124年八月，納李氏，冊封爲延德宮主。1126年，李資謙失敗后，以諫官之言廢李氏：“宮主於上爲從母（姨母）不可以配極。”仁宗廢黜了李氏，但恩賚優渥。仁宗十七年（1139年）卒。

## 家族
- 父：李資謙
- 夫：高麗仁宗
- 姐姐：文敬太后
- 妹妹：廢妃李氏 (李資謙四女)